# Jürgen von Gartzen

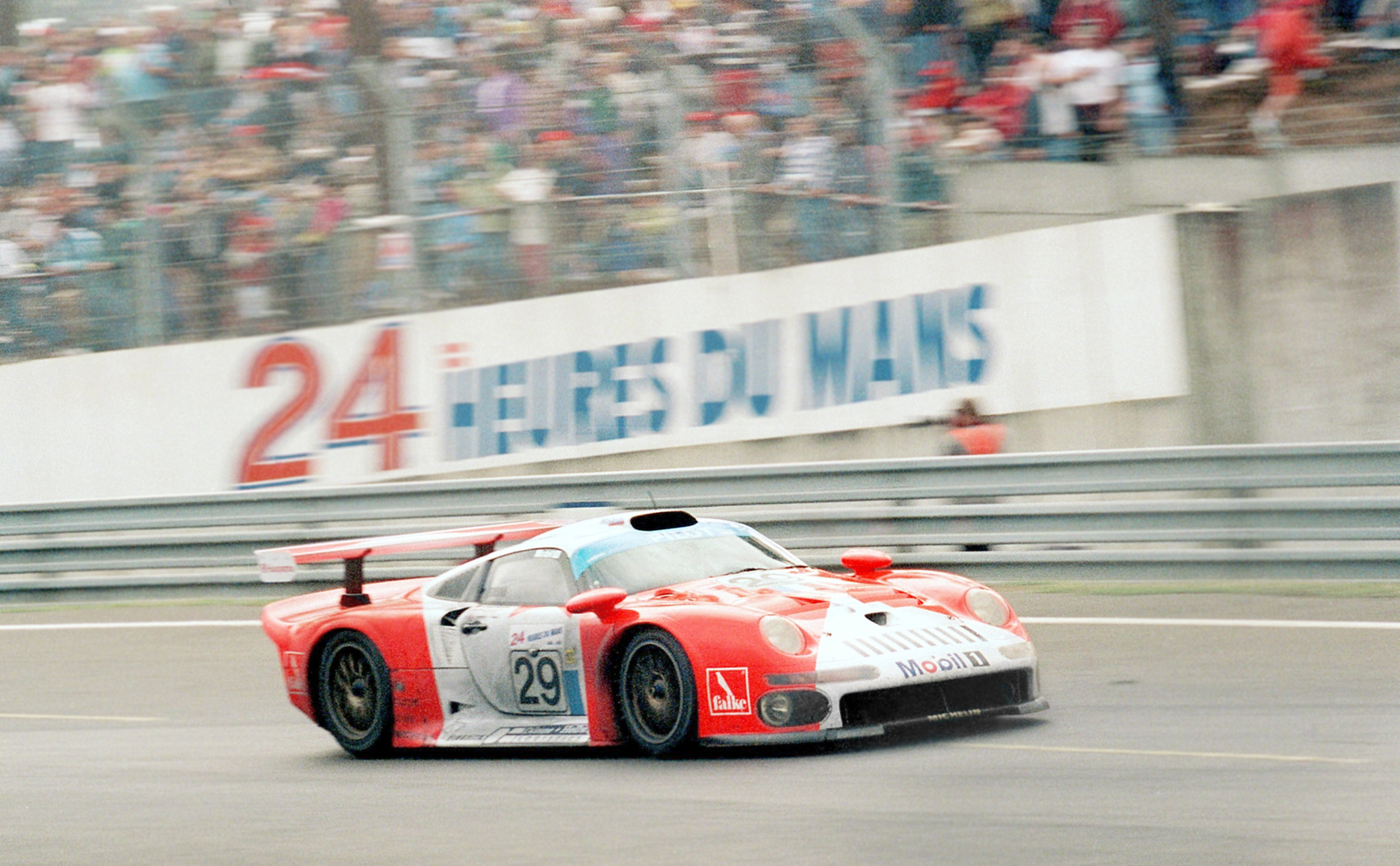
Der Porsche 911 GT1 von Olivier Thévenin, Alain Ferté und Jürgen van Gartzen beim 24-Stunden-Rennen von Le Mans 1997

Jürgen von Gartzen (* 11. August 1958 in Wehrheim) ist ein deutscher Autorennfahrer.

## Karriere
1983 wurde von Gartzen Meister im Renault 5 Cup. 1988 belegte er den 4. Gesamtrang bei der Formel Opel Lotus Deutschland und nahm zudem an einigen Rennen der Formula Opel Lotus Euroseries Championship teil, in der zu dieser Zeit auch der spätere Formel-1-Weltmeister Mika Häkkinen sowie Vizeweltmeister Heinz-Harald Frentzen fuhren. Von 1990 bis 1992 fuhr er im Porsche Carrera Cup, in dem er zweimal den 3. Gesamtrang und einmal mit zwei Rennsiegen den 4. Gesamtrang erreichte.
1991 und 1999 erreichte er beim 24-Stunden-Rennen auf dem Nürburgring den zweiten Gesamtplatz in einem Porsche 911 Carrera 2 Cup sowie einem Porsche 993. 1993 startete er zusammen mit Walter Röhrl, Harald Grohs und Uwe Alzen in einem Porsche 911 RSR beim 24-Stunden-Rennen auf dem Nürburgring. Zu Beginn des letzten Renndrittels blieb das Team durch einen Motorschaden mit drei Runden Vorsprung auf den Zweitplatzierten liegen. Des Weiteren fuhr er im gleichen Jahr beim GT-Cup mit. Von 1994 bis 1996 sowie 1998 fuhr er im Porsche Supercup und wurde zweimal Vizemeister mit insgesamt 3 Rennsiegen.
1997 fuhr er die 24 Stunden von Le Mans und die FIA-GT-Meisterschaft. 1999 fuhr von Gartzen im Porsche Carrera Cup und die VLN Langstreckenmeisterschaft Nürburgring. 2000 bis 2003 fuhr er wieder die FIA GT, ein Jahr später erneut die Langstreckenmeisterschaft Nürburgring.
Von 2006 bis 2008 nahm er an der FIA GT3 European Championship teil, in der er 2007 in einer Corvette Z06 GT3  4 Rennsiege erzielte und mit dem Team Callaway Competition Team-Europameister und Vize-Europameister in der Fahrerwertung wurde. 2007 nahm Jürgen von Gartzen zudem an der Deutschen Rallye-Meisterschaft teil.

## Statistik

### Le-Mans-Ergebnisse
| Jahr | Team              | Fahrzeug        | Teamkollege      | Teamkollege   | Platzierung | Ausfallgrund |
| ---- | ----------------- | --------------- | ---------------- | ------------- | ----------- | ------------ |
| 1997 | JB Racing         | Porsche 911 GT1 | Olivier Thévenin | Alain Ferté   | Ausfall     | Motorschaden |
| 2000 | Konrad Motorsport | Porsche 911 GT2 | Charles Slater   | Tommy Kendall | Rang 14     |              |